# Buzala
Buzala – wieś w Osetii Południowej, w regionie Dżawa. W 2015 roku liczyła 70 mieszkańców.

## Urodzeni
- Murat Dżyojew